# Orthocladius ashei
Orthocladius ashei är en tvåvingeart som beskrevs av Soponis 1990. Orthocladius ashei ingår i släktet Orthocladius och familjen fjädermyggor.
Artens utbredningsområde är Irland. Arten är reproducerande i Sverige. Inga underarter finns listade i Catalogue of Life.